# Baucina
Baucina (Bbašina in siciliano) è un comune italiano di 1 835 abitanti della città metropolitana di Palermo in Sicilia.

## Geografia fisica

### Territorio
Baucina dista dal capoluogo metropolitano 35 km circa. Il territorio comunale è facilmente raggiungibile da diverse direzioni stradali, tra le quali la statale Palermo - Agrigento (SS 121).
La parte montuosa del territorio è parte integrante della Riserva Naturale Orientata di Pizzo Cane, Pizzo Trigna e Grotta Mazzamuto.

## Storia

### Simboli
Lo stemma e il gonfalone del comune di Baucina sono stati concessi con decreto del presidente della Repubblica dell'11 giugno 1997.
Il gonfalone è un drappo di giallo.

## Monumenti e luoghi d'interesse

### Architetture religiose
- Chiesa Madre, Santa Rosalia risalente al 1764
- Chiesa del collegio di Maria, 1745, nella quale è custodita dentro la preziosa urna contenente il sacro corpo di Santa Fortunata vergine e martire.
- Chiesa Santa Croce, edificata nel 1870
- Chiesa di Santa Rosalia
- Chiesa dell'Immacolata Concezione nel 1749
- Chiesa di San Marco
- Chiesa del Calvario
- Chiesa del Redentore
- Chiesa dell'Amore misericordioso, comunemente detta del Purgatorio[7]

### Architetture civili

#### Villa comunale
Villa Comunale: al suo interno si trova il Parco delle Rimembranze, realizzato agli inizi degli anni '20, ove è collocato il monumento bronzeo ai Caduti in Guerra, opera del 1925 dello scultore Vincenzo Piranio.

## Società

### Evoluzione demografica
Abitanti censiti

## Cultura

### Musei
- Museo Archeologico, raccoglie testimonianze archeologici significativi presenti all’interno del territorio comunale, il museo è stato inaugurato nel 2013.[10]

## Infrastrutture e trasporti
Il Comune è interessato dalle seguenti direttrici stradali:

## Amministrazione
Di seguito è presentata una tabella relativa alle amministrazioni che si sono succedute in questo comune.
| Periodo          | Periodo          | Primo cittadino           | Partito                                   | Carica  | Note   |
| ---------------- | ---------------- | ------------------------- | ----------------------------------------- | ------- | ------ |
| 27 dicembre 1986 | 30 ottobre 1989  | Giuseppe Giaccone         | -                                         | Sindaco | [ 11 ] |
| 30 ottobre 1989  | 28 ottobre 1990  | Damiano Magno             | Partito Socialista Democratico Italiano   | Sindaco | [ 11 ] |
| 5 novembre 1990  | 3 ottobre 1991   | Pietro Fiumefreddo        | -                                         | Sindaco | [ 11 ] |
| 29 dicembre 1991 | 24 marzo 1995    | Giuseppe Realmuto         | Partito Socialista Italiano               | Sindaco | [ 11 ] |
| 20 novembre 1995 | 29 novembre 1999 | Pietro Salvatore Di Marco | lista civica                              | Sindaco | [ 11 ] |
| 29 novembre 1999 | 16 maggio 2002   | Pietro Salvatore Di Marco | lista civica                              | Sindaco | [ 11 ] |
| 27 maggio 2003   | 17 giugno 2008   | Rosario Bordonaro         | lista civica                              | Sindaco | [ 11 ] |
| 17 giugno 2008   | 11 giugno 2013   | Ciro Coniglio             | lista civica                              | Sindaco | [ 11 ] |
| 11 giugno 2013   | 10 giugno 2018   | Ciro Coniglio             |                                           | Sindaco | [ 11 ] |
| 11 giugno 2018   | 29 maggio 2023   | Basile Fortunato          | lista civica Con i giovani Baucina matura | Sindaco | [ 11 ] |
| 29 maggio 2023   | in corso         | Basile Fortunato          | lista civica Con i giovani Baucina matura | Sindaco | [ 11 ] |